# John Abernethy
John Abernethy (Coleraine, Condado de Derry, 19 de outubro de 1680 — Dublin, 1 de dezembro de 1740) foi um líder norte irlandês da Igreja presbiteriana, avô do cirurgião John Abernethy.

## Biografia
Abernethy nasceu em Coleraine, Condado de Derry, onde seu pai era um ministro não-conformista. Aos treze anos de idade entrou para a Universidade de Glasgow, e após concluir seu curso foi para a Universidade de Edimburgo, onde frequentou os melhores círculos culturais. Ao retornar para casa, foi licenciado para pregar em seu Presbitério antes mesmo de completar vinte e um anos de idade. Em 1701, foi chamado para aceitar um cargo importante na congregação de Antrim; após um intervalo de dois anos, a maior parte deles gasto em estudos mais aprofundados em Dublin, foi ordenado lá em 8 de agosto de 1703. Tornou-se um notável debatedor nos sínodos e assembleias de sua Igreja e um líder evangelista.
Em 1712, ficou arrasado com a perda de sua esposa (Susannah Jordan). Cinco anos depois, foi convidado para dirigir a congregação de Usher's Quay, em Dublin, e também ao que foi chamada de a Velha Congregação de Belfast. O sínodo encarregou-lhe de Dublin. Após cuidadosa consideração ele recusou, e manteve-se em Antrim. Esta recusa trouxe desaprovação; e uma polêmica se seguiu, Abernethy defendia a liberdade religiosa e repudiava os tribunais eclesiásticos. A polêmica e a discussão carrega o nome das duas facções no conflito, os Assinantes (Subscribers) e os Não-assinantes (Non-subscribers). Abernethy e seus associados lançaram as sementes da luta (1821-1840) em que, sob a liderança do Dr. Henry Cooke, os elementos arianistas e socianistas da Igreja Presbiteriana irlandesa foram rejeitados.
Muito do que ele condenava, e que os 'assinantes' se opunham ferozmente, foi silenciosamente e aos poucos sendo concedido com o passar dos anos. Em 1726, os 'não-assinantes' foram desligados, com o devido banimento e solenidade, da Igreja presbiteriana irlandesa. Em 1730, apesar de ser um 'não-assinante', mudou-se para a Wood Street, em Dublin. Em 1731, ocorreu a maior polêmica em que Abernethy esteve envolvido. Foi com relação ao Ato de Prova, mas na verdade sobre toda a questão das provas e medidas discriminatórias. Sua posição era contra todas as leis que, sob a alegação de meras diferenças de opiniões religiosas e formas de culto, excluíram os homens da integridade e capacidade de servir ao seu país. Ele esteve quase que um século adiante de seu tempo. Ponderou com aqueles que negavam que um católico ou dissidente pudesse ser um homem de integridade e capacidade.
Abernethy faleceu aos 60 anos em 1 de dezembro de 1740.